# Juozas Žilys
Juozas Žilys  (* 7. September 1942 in Jurbarkas; † 7. September 2024 in Vilnius) war ein litauischer Verfassungsrechtler und Professor an der Mykolas-Romer-Universität.

## Ausbildung
Nach dem Abitur an der Mittelschule absolvierte Juozas Žilys 1967 das Diplomstudium der Rechtswissenschaften an der Juristischen Fakultät der Universität Vilnius. Ab 1990 arbeitete er als Leiter der Rechtsabteilung im Obersten Sowjet. Von 1993 bis 1999 war er Richter und Gerichtspräsident des Verfassungsgerichts. Danach promovierte er an der Rechtsfakultät der Rechtsakademie Litauens und war als Lektor, ab 1999 Dozent, ab 2000 Dekan und Professor tätig.
Seine Lehrveranstaltungen an der Mykolas-Romer-Universität waren Kurse im Litauischen Verfassungsrecht und Recht der verfassungsrechtlichen Streitigkeiten.
Seine Forschungsgebiete waren Geschichte des Konstitutionalismus und Verfassungsjustiz. Juozas Žilys verfasste mehr als 60 wissenschaftliche Artikel und war Referent auf internationalen und nationalen Konferenzen.

## Arbeiten
- Monografie Konstitucinis teismas – teisinės ir istorinės prielaidos, 2001.
- Mitautor der Monografie Konstitucingumas ir pilietinė visuomenė, 2002.
- Mitautor der Monografie Lietuvos politinė sistema – sąranga ir kaita, 2004.
- Mitautor des Lehrbuchs Lietuvos konstitucinė teisė, I-asis leidimas 2001, II-asis leidimas 2002